# Окча
«Окча» (кор. 옥자) — американо-южнокорейская фантастически-приключенческая кинодрама 2017 года, снятая южнокорейским режиссёром Пон Чжун Хо. Фильм был отобран для участия в основной конкурсной программе 70-го Каннского международного кинофестиваля (2017) в борьбе за Золотую пальмовую ветвь.

## Сюжет
В течение десяти лет маленькая Миджа жила в горах Южной Кореи вместе со своим другом — большим и немного застенчивым монстром по имени Окча. Однажды могущественная международная компания, контролируемая одной семьёй, решила забрать свою собственность обратно и перевезла животное в Нью-Йорк. Четырнадцатилетняя Миджа, готовая на всё, чтобы спасти своего друга, покидает свою деревню и попадает в современный мир с генетически модифицированными продуктами, экологическим терроризмом и одержимостью саморекламой.

## В ролях
| Актёр              | Роль                                                     |
| ------------------ | -------------------------------------------------------- |
| Ан Сохён           | Миджа                                                    |
| Тильда Суинтон     | Люси Мирандо / Нэнси Мирандо                             |
| Пол Дано           | Джей лидер группы борцов за права животных, участник ФОЖ |
| Лили Коллинз       | Ред участница группы за права животных                   |
| Девон Бостик       | Сильвер участник группы за права животных                |
| Стивен Ён          | К (Кей) участник группы за права животных, переводчик    |
| Джанкарло Эспозито | Фрэнк Доусон                                             |
| Джейк Джилленхол   | Джонни Уилкокс зоолог и телеведущий                      |
| Ширли Хендерсон    | Дженнифер ассистентка Люси Мирандо                       |
| Пён Хибон          | Хибон дедушка Миджи                                      |
| Юн Джэмун          | Пак Мундо сотрудник компании Mirando в Сеуле             |